# Вертолітний рятувальний кошик

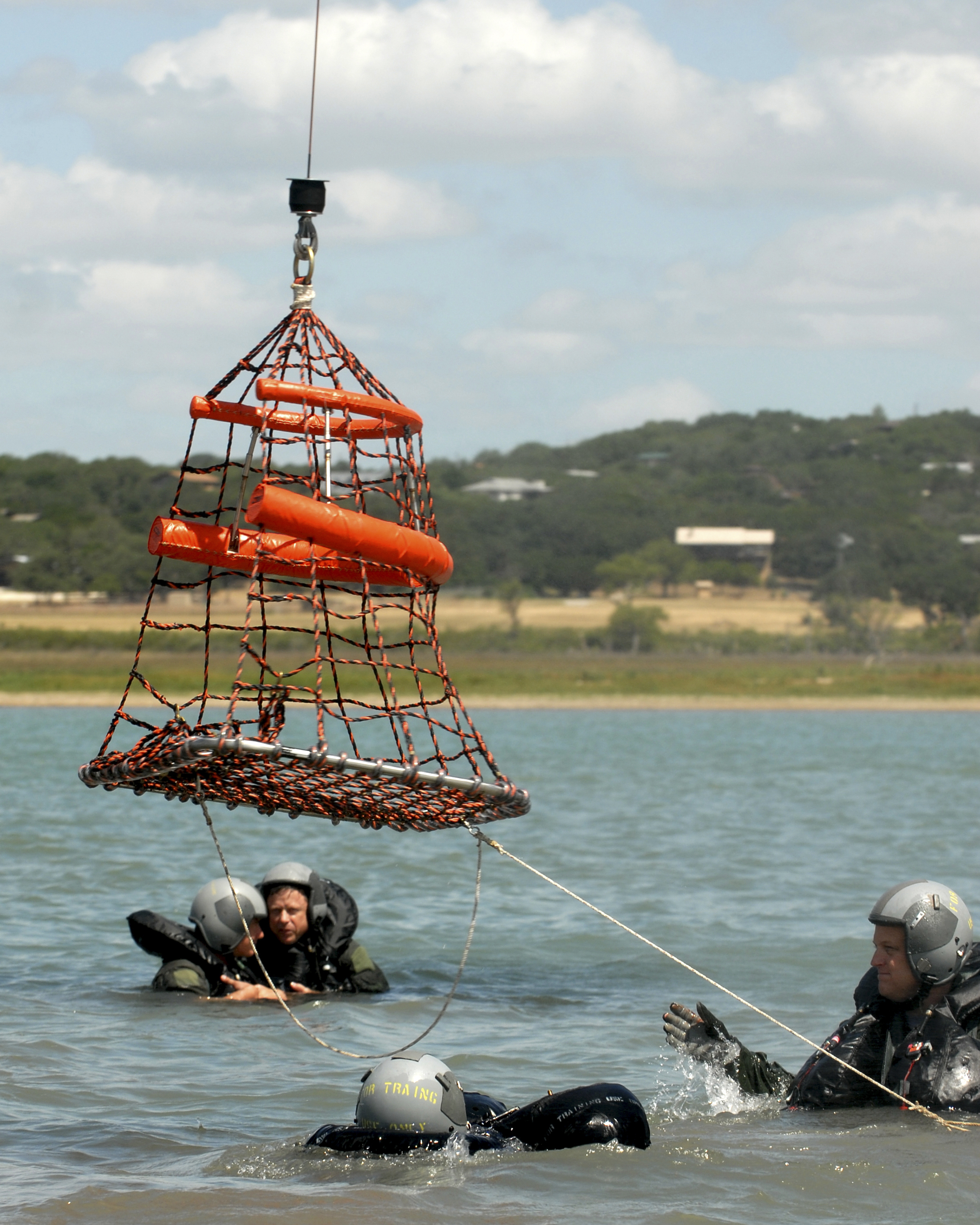
Застосування рятувального кошика під час тренувань пілотів ВПС США з виживання у воді, 2009 рік.

Рятувальний кошик — пристрій, призначений для підвішування під гелікоптером для евакуації постраждалих від того чи іншого стихійного лиха або аварії без здійснення посадки. Такий пристрій використовується, коли постраждалий знаходиться у важкодоступному місці, посадка в якому є неможливою і/або небезпечною — наприклад, при пожежі або у воді.
Існує два основних типи вертолітних кошиків. Менший, більш поширений тип використовується, щоб підняти в вертоліт людину з землі або води. Першою моделлю, що дозволяла виловити з води непритомного постраждалого, була «сітка Спрула» (англ. Sproule net), винайдена у 1956 році, яка використовувалася британськими гелікоптерними рятувальними підрозділами до кінця 1970-х років.
Другий вид дозволяє рятувати велику групу людей, не завантажуючи їх на борт гелікоптера. Вертоліт зависає у повітрі, спускає кошик до людей, що евакуюються, вони сідають до кошика і транспортуються у ньому в безпечну зону. Перший кошик цього типу, розроблений компанією Precision Lift, Inc і здатний вмістити до 15 осіб, був випробуваний Повітряними силами НГ США у 2006 році.

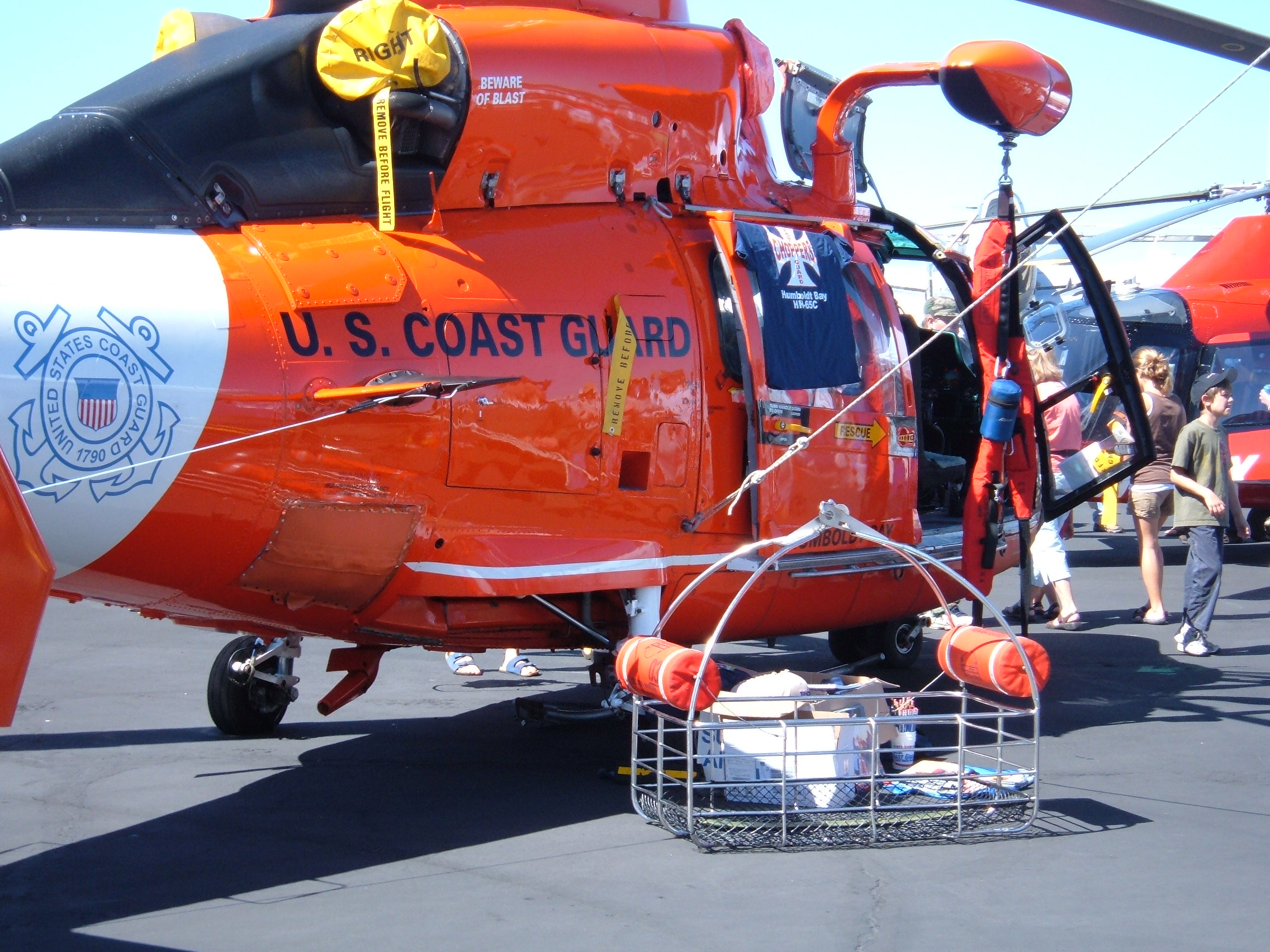
Гелікоптер MH-65 Dolphin[en] рятувальної служби берегової охорони США з рятувальним кошиком на борту.
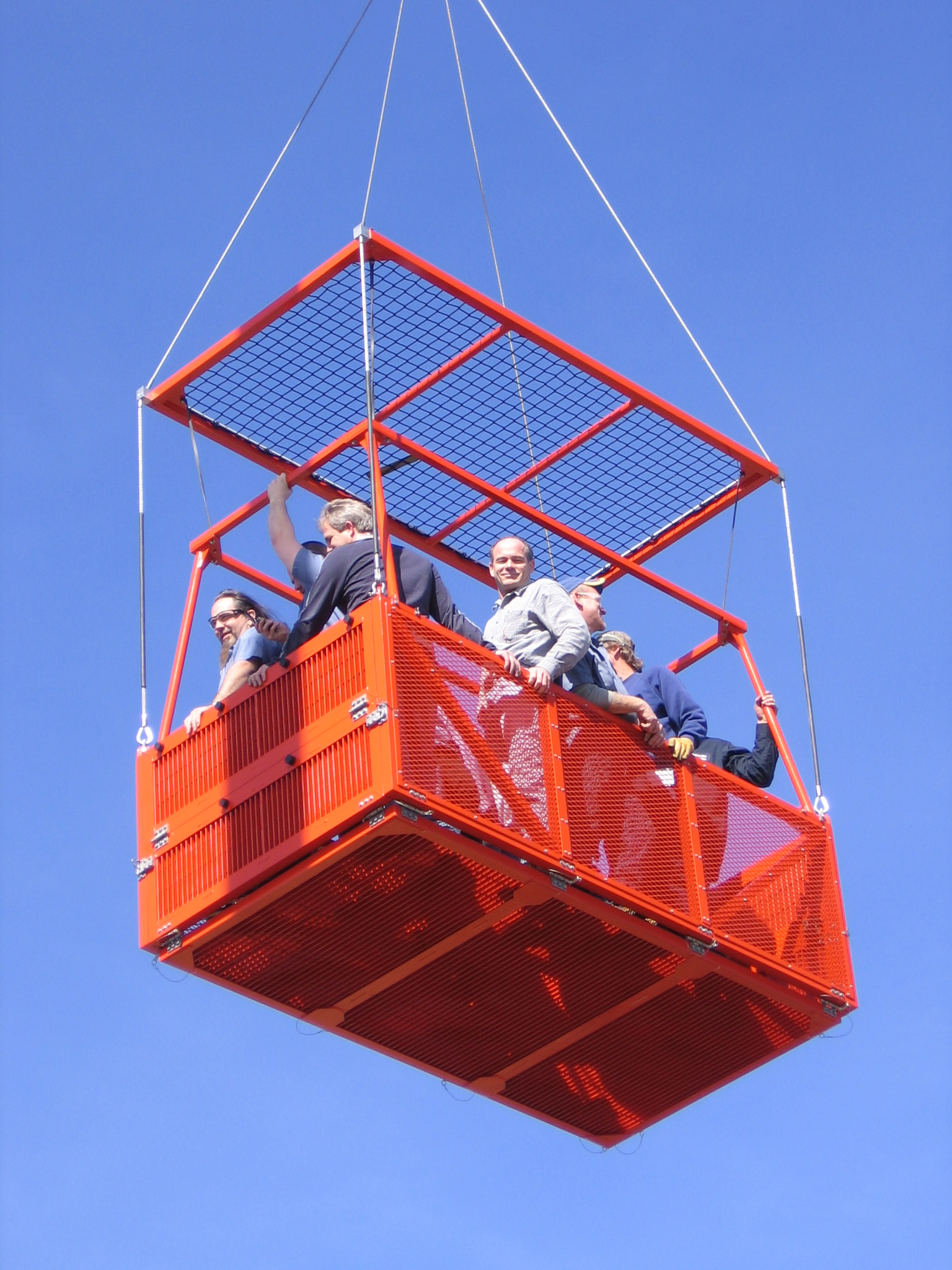
Багатомісний кошик HB2000, призначений для перевезення 15 осіб.
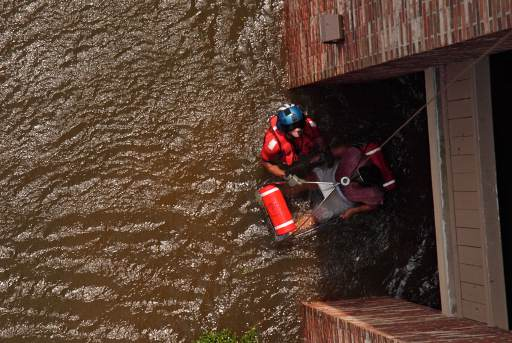
Рятувальник берегової охорони США проводить евакуацію вагітної жінки з будинку, затопленого внаслідок урагану Катріна, 2005 рік.